# Joshua Reynolds

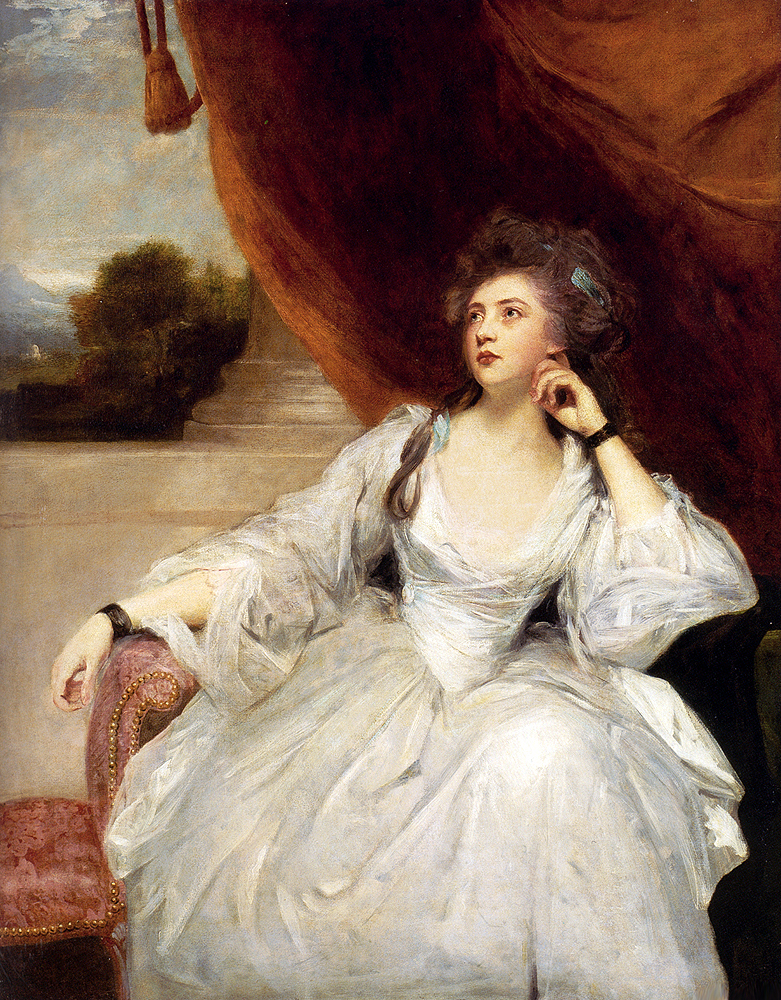
Mrs.Stanhope

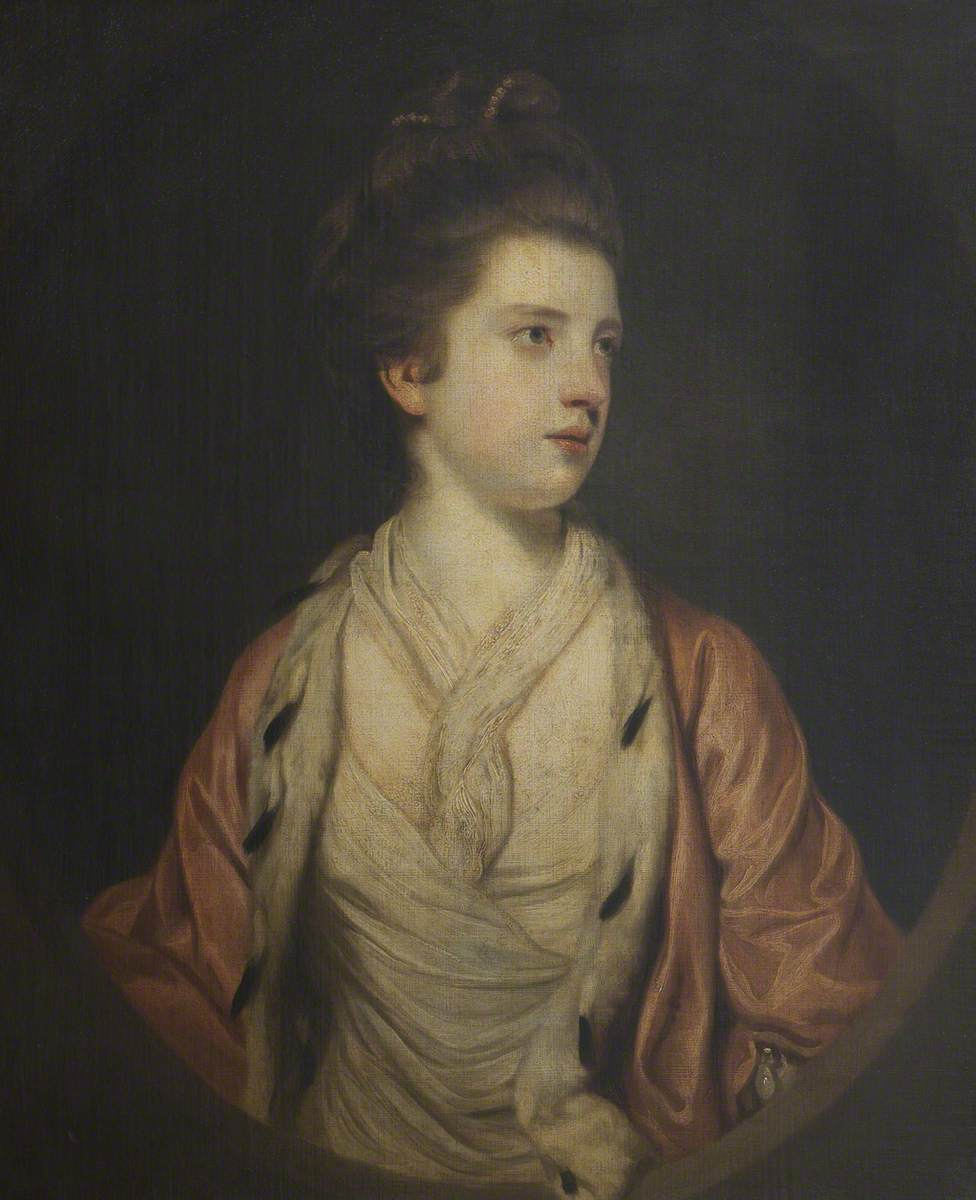
Elizabeth Fortescue

Sir Joshua Reynolds (Plympton, 16 luglio 1723 – Londra, 23 febbraio 1792) è stato un pittore inglese, uno dei più importanti e influenti pittori del XVIII secolo in Gran Bretagna e uno dei fondatori della Royal Academy of Arts.

## Biografia
Joshua Reynolds nacque il 16 luglio 1723 a Plympton, nel Devonshire, da Samuel Reynolds, un ecclesiastico già professore al Balliol College dell'Università di Oxford e Theophilia Potter. Più vivace e attraente dei fratelli - ne aveva ben dieci, tra i quali figurava Mary Palmer, futura autrice del Devonshire Dialogue - il padre, intuendone le inclinazioni e il talento artistico, nel 1740 lo mandò a Londra per imparare i rudimenti della pittura con il ritrattista Thomas Hudson, che allora godeva in città di una distinta notorietà. Hudson aveva radunato presso il proprio atelier una considerevole raccolta di disegni di antichi Maestri, tra i quali alcuni del Guercino: Reynolds ebbe quindi l'opportunità di formarsi in un'atmosfera satura di arte, e qui rimase fino all'estate del 1743, quando fece ritorno a Plympton, dove lavorò come pittore di ritratti nel vicino porto di Plymouth. Trascorse quindi un affrettato biennio a Londra, bruscamente interrotto quando, mortogli il padre nel 1745, si stabilì a Plymouth con le sue sorelle, Frances e Elizabeth, entrambe artiste.

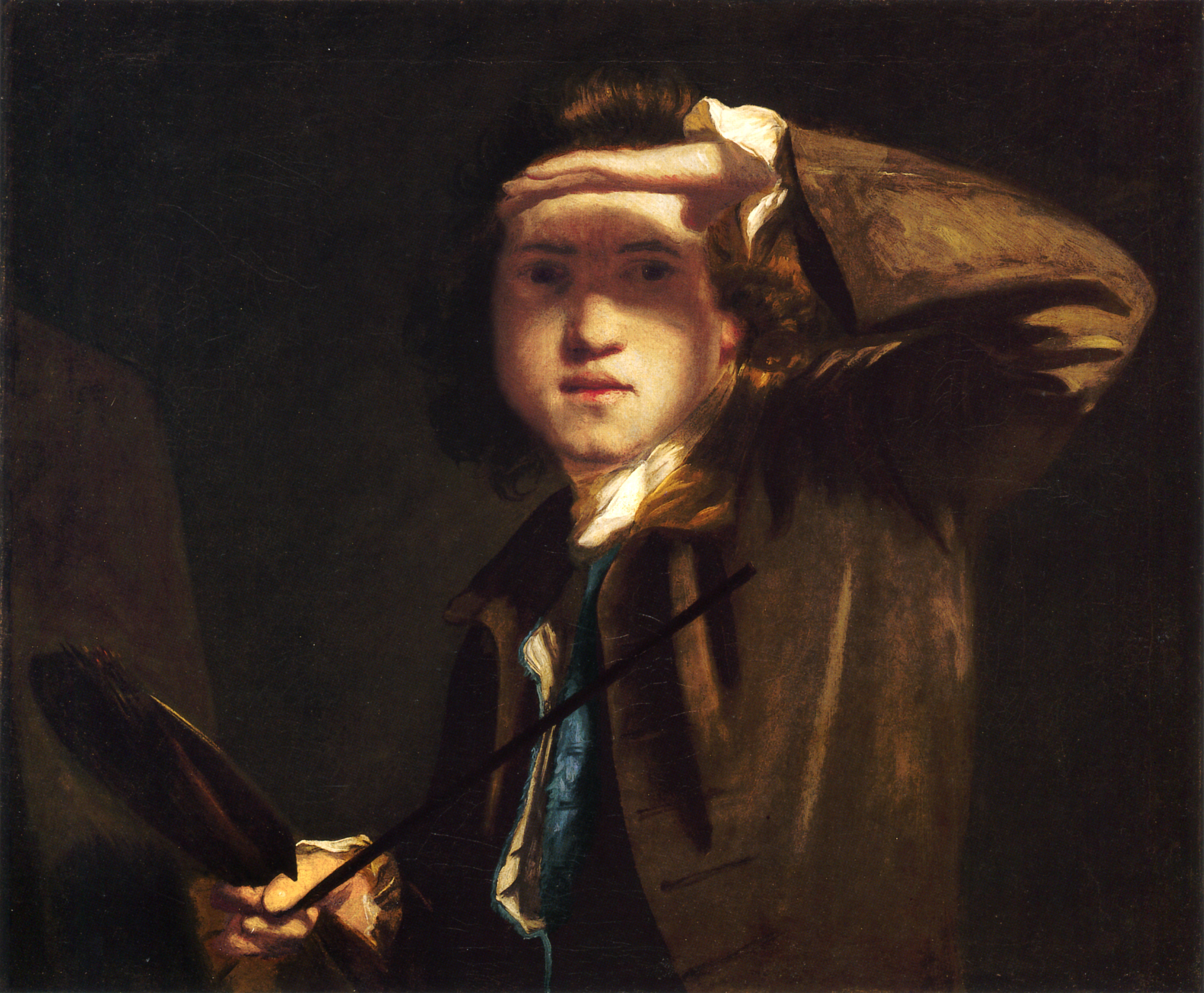
Autoritratto (circa 1748)

Nel 1749 Reynolds incontrò il commodoro Augustus Keppel, che lo invitò ad unirsi alla ciurma della nave da guerra HMS Centurion, della quale era il capitano: fu in questo modo che l'artista ebbe modo di visitare varie città del Mediterraneo, quali Lisbona, Cadice, Algeri e Minorca, per poi giungere in Italia. Reynolds soggiornò principalmente a Roma, ove lavorò assiduamente a confronto del modello dei grandi maestri rinascimentali italiani, ma visitò anche Firenze, Bologna, Parma e Venezia.
Ritornato in Inghilterra, Reynolds si stabilì a Londra, a Great Newport Street: fu nella capitale britannica che l'artista iniziò ad essere segnato dal successo e dal prestigio professionale, con la realizzazione del ritratto del commodoro Keppel, dipinto nel 1753. La sua fama era cresciuta a tal punto che le commissioni iniziarono ad arrivare da tutte le parti, facendo sì che diventasse il ritrattista preferito dell'aristocrazia britannica. Fu un artista estremamente prolifico, tanto che nel 1757 annotò nel suo diario di aver tenuto l'inconcepibile numero di 677 sedute di posa. Suoi fieri rivali erano Thomas Gainsborough, il ritrattista di corte, e George Romney, ma il Reynolds riuscì comunque a vantare un ineccepibile primato rispetto ai suoi concorrenti.

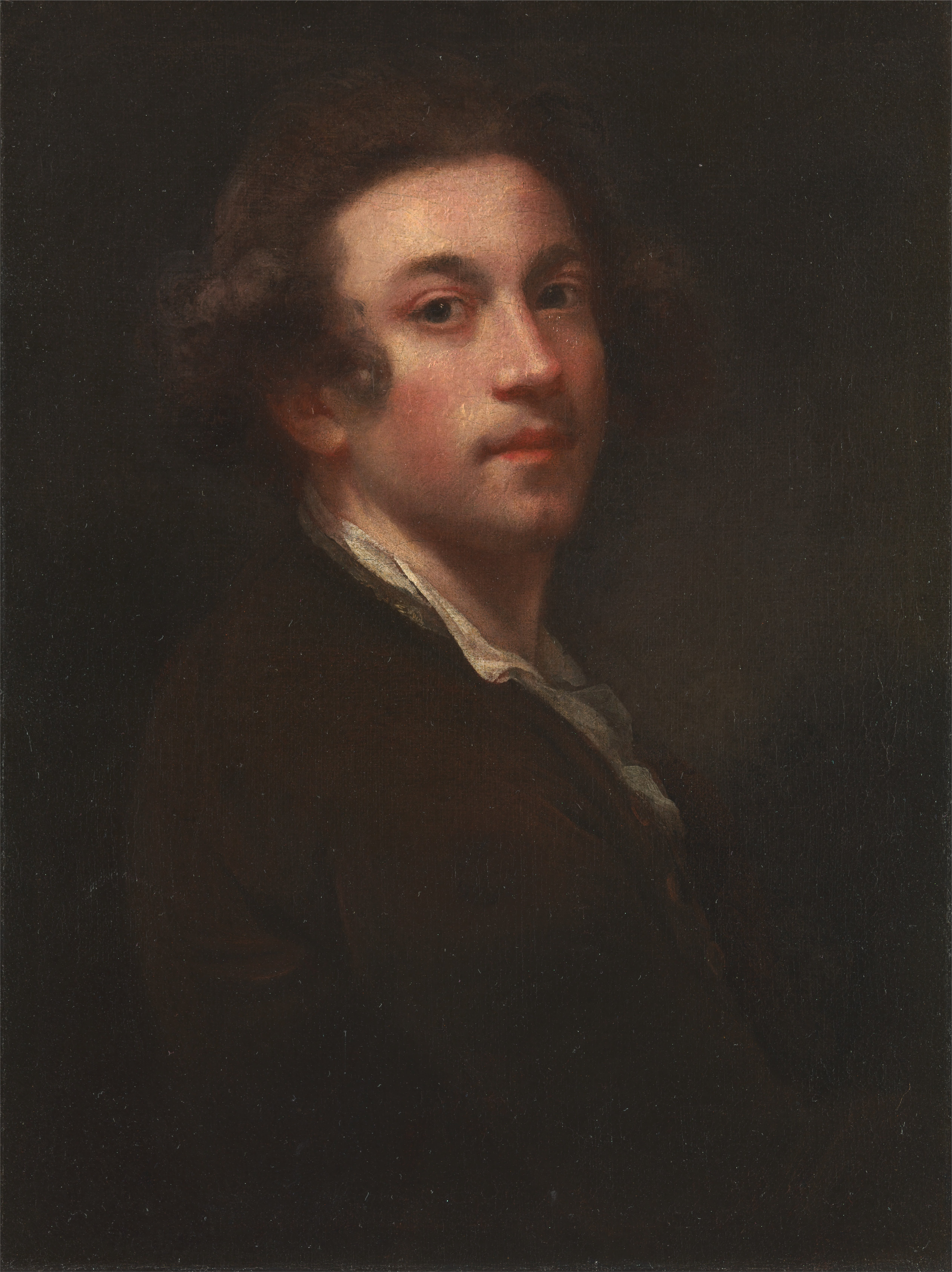
Autoritratto (circa 1750)

A questo periodo risalgono alcuni dei capolavori che segnano i raggiungimenti della maturità, nei quali infuse quello che egli stesso ebbe a definire il «grande stile» (Grand Style): i ritratti del Commodoro Keppel, di Mrs. Francis Beckford e di Samuel Johnson sono solo alcune delle tele che il Reynolds andò licenziando in questo giro d'anni. Fu questa, tra l'altro, una fase della sua vita nella quale il Reynolds maturò rapidamente: grazie alle sue qualità diplomatiche, infatti, venne a contatto non solo con la migliore aristocrazia inglese, ma anche con le più eminenti personalità del tempo. Fra i suoi amici intimi vi erano Samuel Johnson (per tutta la sua vita legato all'artista da un saldissimo vincolo di amicizia), Oliver Goldsmith, Edmund Burke, Giuseppe Baretti, Henry Thrale, David Garrick, Angelika Kauffman ed altri ancora, che Reynolds ritrasse tutti.
I frutti di tanto arricchimento non poterono tardare: fondata la Royal Academy of Arts nel 1768, Reynolds ne divenne il primo presidente, eletto praticamente all'unanimità, ricevendo l'anno successivo anche un'onorificenza dal Re, a testimonianza del suo riconoscimento artistico. Durante la presidenza della Royal Academy, che detenne sino alla morte, l'artista pronunciò quindici Discorsi agli studenti, oggi ricordati per la loro sensibilità e magniloquenza: in essi, dopo aver riassunto le teorie artistiche dei secoli precedenti analizzava la funzione dell'arte, che, a suo dire, doveva esprimersi con soggetti «nobili» e «dignitosi», riprendendo i motivi della tradizione classicista, definita come già accennato «grande stile»: invenzione, espressione, colorito e drappeggio.

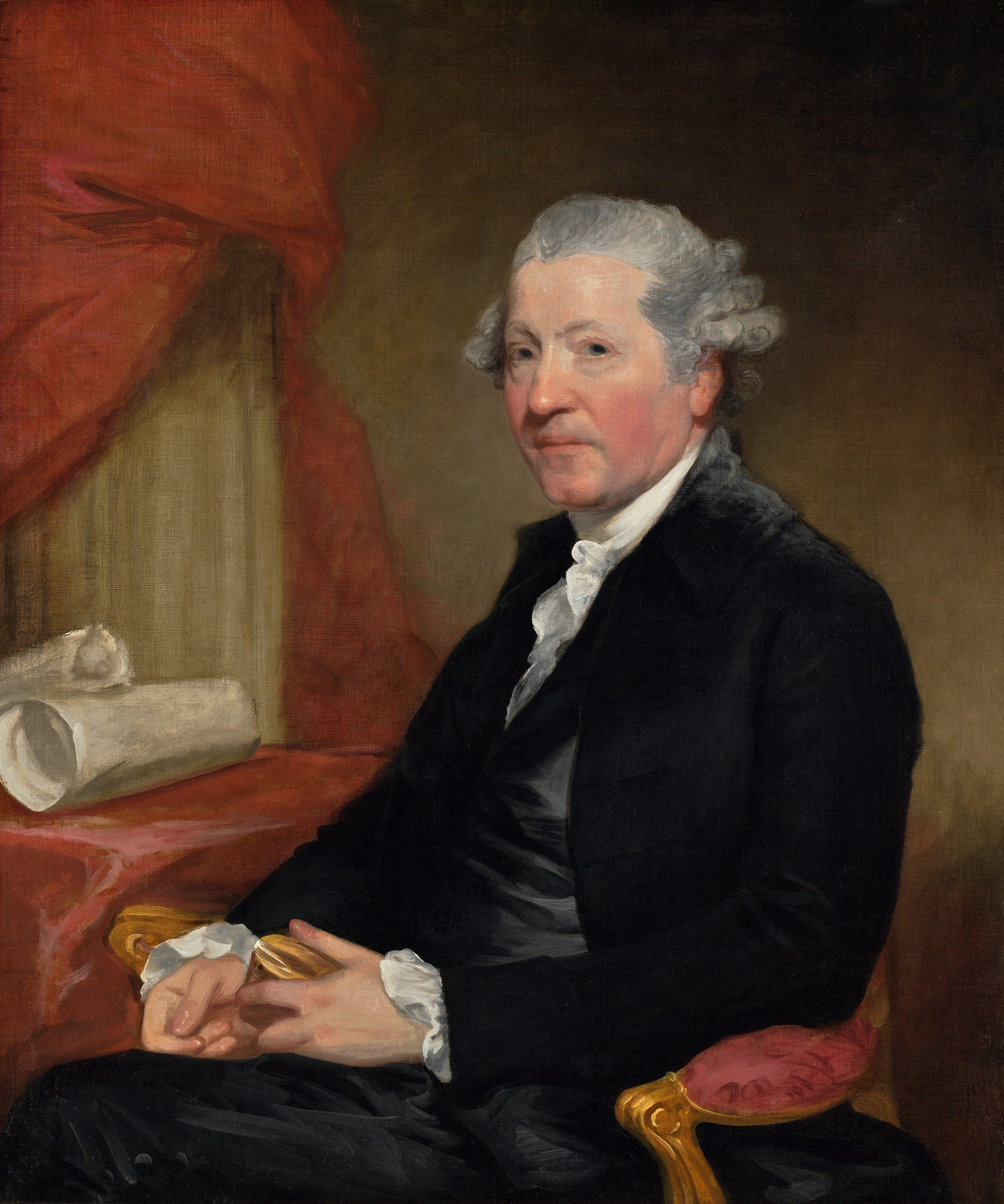
Gilbert Stuart, Joshua Reynolds (1784)

Reynolds iniziò ad intraprendere lavori di minor mole con il raggiungimento della vecchiaia: le sue energie creative erano ormai esaurite, e l'improvvisa perdita della vista nell'occhio sinistro lo costrinse a ritirarsi dalla scena artistica. La salute iniziò a farsi sempre più malandata: negli ultimi anni sappiamo infatti che fu «afflitto da varie malattie» e che maturò molte difficoltà a nutrirsi. Reynolds spirò infine il 23 febbraio 1792 nella sua casa a Londra, assistito dall'amico Burke, che lo pianse sinceramente: memorabile è l'elogio funebre che egli pronunziò al funerale dell'amico. Le spoglie di Reynolds riposano oggi nella cattedrale di San Paolo londinese.

## L'uomoReynolds
Reynolds era un uomo di statura media, corporatura snella, ed alto pressappoco 1,6 metri. I suoi capelli erano acconciati in riccioli di colore bruno, che James Boswell definì «assolutamente troppo grandi ed artefatti». La sua faccia era larga ed il suo mento presentava una marcata fossetta, analogamente al suo naso, leggermente ammaccato: un vivido rendiconto fisiognomico dell'artista ci viene dato da Edmond Malone, che scrisse che «il suo aspetto a prima vista impressionava lo spettatore, conferendogli l'idea di un gentiluomo inglese di famiglia nobile e ben nutrito».
Rinomato per la sua placidità, Reynolds sovente asseriva di «non odiare nessuno». Questa sua abituale tranquillità emerge nel giudizio del romanziere inglese William Makepeace Thackeray, secondo cui «di tutti i gentiluomini della sua epoca, Reynolds era certamente il migliore»: anche Samuel Johnson (che, come già accennato, era un suo intimo amico) sottolineò l'«inoffensività» della sua indole.

## Produzione artistica

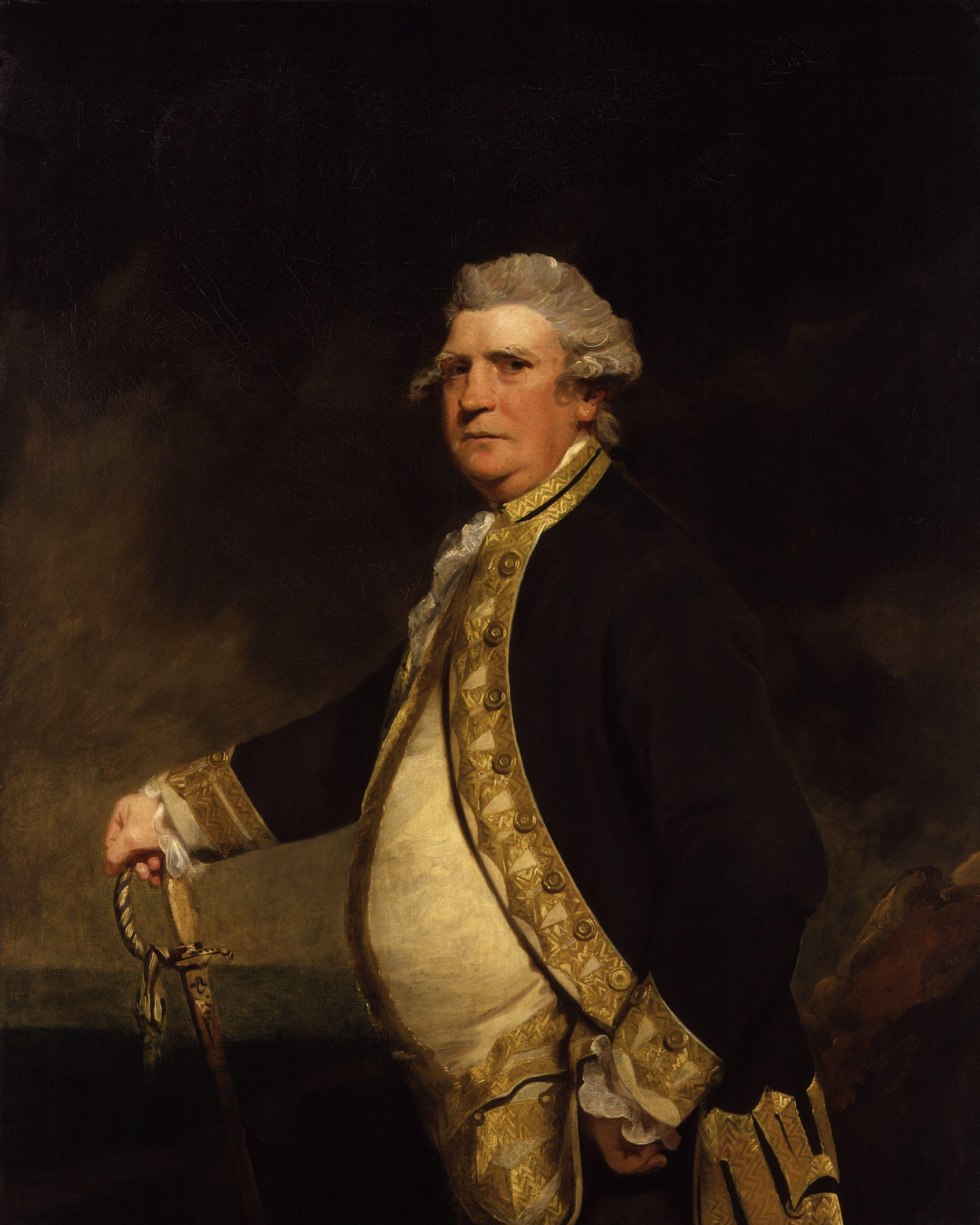
Lord Keppel (1779)

Joshua Reynolds è considerato, insieme a Thomas Gainsborough, il massimo ritrattista inglese. In effetti, nella sua carriera artistica Joshua Reynolds si trovò a far fronte alle richieste di una committenza interessata soprattutto al ritratto, un genere che meglio si adattava alle aspirazioni della classe media, in quanto economicamente vantaggioso e più consono, di quanto non lo fosse un quadro di soggetto storico o mitologico, all'inserimento in ambienti di case borghesi della seconda metà del XVIII secolo. Il genere venne definito dall'artista «volgare e limitato», in quanto privo di nobili ideali, incapace di restituire, al di là dell'immagine di un singolo uomo, l'idea stessa dell'Uomo. E tuttavia Reynolds, per giustificare la sua attività, passata e futura, fece appello alla qualità dell'artista che poteva astrarsi dal particolare per cogliere la verità ideale che un volto può comunicare: sebbene la figura umana, un animale o qualche oggetto inanimato non siano soggetti nobili, possono acquistare maggiore dignità, comunicare un sentimento e produrre emozioni.
Del Reynolds esiste un cospicuo numero di opere: di quest'ultime, varie sono esposte in collezioni private, ma ve ne sono esemplari anche alla National Gallery, nella National Portrait Gallery, nella collezione Wallace, nella Kenwood Gallery e nella Dulwich Gallery. Degni di nota sono il Ritratto di Anna contessa di Albemarle, il Ritratto di Nelly O'Brian, il Ritratto della Duchessa di Hamilton, il Ritratto di Lady Cockburn con tre dei suoi figli (dove viene ripreso lo schema iconografico rinascimentale della Madonna con bambino e san Giovannino), il Ritratto del principe Omai, ed il Ritratto di Lord Heathfield.

## Citazioni letterarie
Il pittore viene citato dallo scrittore scozzese Arthur Conan Doyle in uno dei suoi più famosi racconti, Il mastino dei Baskerville, in occasione della visita di Sherlock Holmes alla villa dei Baskerville, i protagonisti della storia.